# Сонгаваццо
Сонгаваццо, Сонґаваццо (італ. Songavazzo) — муніципалітет в Італії, у регіоні Ломбардія, провінція Бергамо.
Сонгаваццо розташоване на відстані близько 490 км на північний захід від Рима, 80 км на північний схід від Мілана, 33 км на північний схід від Бергамо.
Населення — 725 осіб (2014).
Щорічний фестиваль відбувається 24 серпня. Покровитель — святий Варфоломій apostolo.

## Демографія
Населення за роками:

Станом на 1 січня 2023 року в муніципалітеті офіційно проживало 18 іноземців з 10 країн, серед них 6 громадян країн Євросоюзу.

## Сусідні муніципалітети
- Боссіко
- Кастьоне-делла-Презолана
- Черете
- Коста-Вольпіно
- Фіно-дель-Монте
- Оноре
- Роньо
- Роветта